# Stefan Brijs
Stefan Brijs (Genk, 29 dicembre 1969) è uno scrittore belga d'espressione olandese.

## Biografia
Stefan Brijs è nato nel 1969 nella città di Genk, nella provincia belga del Limburgo, e lì ha frequentato la scuola. Nel 1990 ha superato l'esame per l'insegnamento e ha iniziato a lavorare come insegnante nella sua ex scuola, il Sint-Jozefinstituut nel distretto di Bokrijk. Dal 1997 scrive romanzi, saggi, articoli e recensioni per, tra gli altri, i quotidiani belgi De Morgen e De Standaard. Dal 1999 lavora solo come scrittore. Nel 2003 si trasferisce a Koningshooikt, un villaggio nel comune di Lier nella provincia di Anversa.

### Attività e produzione letteraria
Nel 1997, pubblica De verwording il suo primo romanzo, che è stato descritto come magico-realistico. Dopo questo debutto, Brij visitò i cimiteri fiamminghi per visitare le tombe dei suoi predecessori letterari, tra cui Gustaaf Vermeersch, Richard Minne, Maurice Gilliams e Karel van de Woestijne. Descrisse le sue esperienze nel saggio De vergeethoek, pubblicato nel 1998. Successivamente è stato inserito in De vergeethoek, una serie di ritratti letterari di scrittori fiamminghi dimenticati.
Nel 2000, pubblica Arend, un romanzo su un ragazzo sfigurato che cerca di capire e amare la sua situazione. Nell'estate del 2001, pubblica Villa Keetje Tippel, che ha suscitato scalpore. Questa monografia racconta la storia della scrittrice Neel Doof e della sua villa ormai completamente fatiscente a Genk, che visitava ogni estate dal 1908 al 1939 e che la ispirò a diverse opere. Nell'inverno 2001, è stata pubblicata Twee Levens, una storia di Natale. Il successivo romanzo, De engelenmaker è stato pubblicato nell'ottobre 2005, che ha vinto numerosi premi ed è stato tradotto in 13 lingue.
Nell'ottobre 2006, a nome della città di Turnhout e del De Warande Cultural Center, viene pubblicato il libro Korrels in Gods grote zandbak, una raccolta di saggi sugli scrittori di Turnhout come Renier Snieders, Eugene Edward Stroobant, Jozef Simons e Ward Hermans.
Nel 2011 è stato pubblicato il romanzo di guerra Post voor mevrouw Bromley e nel 2015 Brijs ha pubblicato il romanzo Maan en Zon, ambientato sull'isola di Curaçao.

## Opere
in olandese
- De verwording, 1997
- Kruistochten, 1998
- Arend, 2000
- Villa Keetje Tippel, 2001
- Twee levens, 2001
- De engelenmaker, 2005
  - Der Engelmacher, btb Verlag, München 2007, ISBN 978-3-442-74838-9
- Korrels in Gods grote zandbak, 2006
- Post voor mevrouw Bromley, 2011
  - Post für Mrs. Bromley, btb Verlag, München 2014, ISBN 978-3-442-75388-8
- Maan en Zon, 2015
  - Taxi Curaçao, btb Verlag, München 2016, ISBN 978-3-442-71472-8

Traduzione francese
- Le Faiseur d'anges [De Engelenmaker], Paris, trad. Daniel Cunin, Éditions Héloïse d'Ormesson, 2010,  p. 444, ISBN 978-2-35087-125-7.
- Courrier des tranchées [Post voor mevrouw Bromley], Paris, trad. Daniel Cunin, Éditions Héloïse d'Ormesson, 2015, ISBN 978-2-35087-326-8.